# 해여림 식물원
해여림 식물원은 예림당에서 운영하고 있는 식물원이다. 2005년에 설립하였으며, 경기도 여주시 산북면 상품리 산30-1에 위치해 있다. 관람 면적은 16.525ha이며, 총 4000여 종의 식물을 전시해 두고 있다. 현재는 숙박시설까지 마련되어 있다.